# بیلال (خواننده)
بیلال (انگلیسی: Bilal؛ زادهٔ ۲۳ اوت ۱۹۷۹) یک موسیقی‌دان اهل ایالات متحده آمریکا است. وی از سال ۱۹۹۹ میلادی تاکنون مشغول فعالیت بوده‌است.